# Аксайские стелы
Аксайские стелы (Сынтасы) — группа памятников бронзового века.
Находятся в 15 км к северо-востоку от ст. Актау Жанааркинского района Улытауской области. Впервые исследованы Центрально-Казахстанской археологической экспедицией (руководитель А. Х. Маргулан). 10 стел расположены полукругом в направлении с юго-запада на северо-восток на 0,6 км. Высота от 1,5 до 3 м. В верхней части одной из стел изображена голова человека; в других — головы барана и коня. Исследователи датируют Аксайские стелы XI—IX веками до н. э.